# Oberndorf am Neckar
Oberndorf am Neckar – miasto w Niemczech, w kraju związkowym Badenia-Wirtembergia, w rejencji Fryburg, w regionie Schwarzwald-Baar-Heuberg, w powiecie Rottweil, siedziba wspólnoty administracyjnej Oberndorf am Neckar. Leży nad Neckarem, ok. 15 km na północ od Rottweil, przy autostradzie A81 i drodze krajowej B14.
Urodził się tutaj Paul Mauser, niemiecki konstruktor broni strzeleckiej.
W mieście znajduje się fabryka znanego producenta broni palnej Heckler & Koch.

## Współpraca
Miejscowości partnerskie:
- Falkenstein/Vogtl., Saksonia
- Oberndorf bei Salzburg, Austria
- Thierville-sur-Meuse, Francja